# Maryse Mbonyumutwa
Maryse Mbonyumutwa est une entrepreneuse d’origine rwandaise (de nationalité rwandaise et belge), née en 1974, à l’origine d’une société de confection textile rwandaise, Pink Mango, et d’une marque qu’elle souhaite pan-africaine, Asantii.

## Biographie
Née en 1974, Maryse Mbonyumutwa est issue d’une famille connue au Rwanda. Fille de Shingiro Monyumutwa  et de  Dorothée Uwimbabazi, aînée d’une fratrie de 6 enfants, et petite-fille de Dominique Mbonyumutwa, premier président intérim de la République rwandaise du 28 janvier 1961 au 26 octobre 1961, entre le renversement de la monarchie à l'issue de la Révolution rwandaise et l'élection de Grégoire Kayibanda, qui devint le premier président du Rwanda indépendant.
Réfugiée avec sa famille en Belgique, en 1994, pendant la période du génocide des Tutsi au Rwanda,,, elle poursuit des études à l’ICHEC. Elle commence ensuite à travailler pendant un an dans l’industrie automobile, puis exerce dans le domaine textile,. Elle travaille en particulier pour une société d’importation  spécialisée dans le textile, et faisant l’intermédiaire entre des marques de grande distribution (E.Leclerc, Auchan, Zara, etc…) et des fabricants, un peu partout dans le monde et notamment en Chine,. Puis elle est employée par une société anglaise pendant 5 ans,. 
Elle fonde ensuite une société de confection textile, Pink Mango, en 2010 (avec des unités de fabrication initialement en Chine, au Bangladesh et au Cambodge), puis Pink Mango C&D Rwanda en 2019, filiale installée spécifiquement au Rwanda avec l’aide du gouvernement rwandais,,. Puis elle lance une marque textile de prêt-à-porter féminin, Asantii,,.